# Star Trek: Intrepid
Star Trek: Intrepid è una webserie fanfiction basata su Star Trek, ideati e prodotta da alcuni appassionati nella città di Dundee, in Scozia. Il primo episodio, della durata di 45 minuti, è intitolato Heavy Lies the Crown ed è stato completato e reso disponibile nel 2007 assieme a un trailer, un filmato contenente gli "errori sul set", a un forum e alle informazioni sugli attori e sui personaggi nel loro sito web. Intrepid è stato completamente girato in Scozia e, come il titolo suggerisce, è ambientato a bordo della USS Intrepid, il prototipo delle astronavi di classe Intrepid, la stessa del vascello USS Voyager.
Varie scene tratte dagli episodi sono state trasmesse in televisione dal network GMTV CNN, ZDF e nei notiziari di Channel Four; è stata oggetto di articoli su diversi giornali, tra cui The Guardian, The Scotsman e il Daily Record. Il presentatore della GMTV Lorraine Kelly ha anche fatto una breve apparizione nell'episodio Heavy Lies the Crown. Intrepid è stato inoltre inserito nel canale podcast "Sci Fi 360" del canale televisivo Syfy britannico.

## Episodi

### Heavy Lies The Crown
Data stellare: 59422.9
Heavy Lies the Crown, reso disponibile al download il 26 maggio 2007, è ambientato qualche anno dopo Star Trek: La nemesi e racconta del tentativo della Flotta Stellare e del Servizio Mercantile di colonizzare il Settore Charybdis, una regione molto distante dal cuore della Federazione dei Pianeti Uniti.
Tra i personaggi vi sono il Commodoro Aaron Prentice, il Comandante (successivamente promosso Capitano, alla fine dell'episodio) Daniel Hunter, il Tenente Yanis Caed e il Tenente S'Ceris ed altri.
Questo episodio presenta sia set reali che set virtuali, realizzati grazie all'uso del Chroma Key generalmente in buona qualità. Le sequenze nello spazio, incluso il titolo USS Intrepid, sono state create in grafica computerizzata.

### Next In Line
Data stellare: 59502.1
Questo corto di 15 minuti viene descritto nell'enciclopedia di Intrepid come:
La scoperta dei resti di una colonia più antica e abbandonata, su un pianeta vicino, guida una squadra da sbarco nel pericolo.

### Where There's a Sea...
Data stellare: 59733.4
Questo corto di 11 minuti ruota intorno all'Ariadne che deve scortare una colonia di supporto quando viene improvvisamente attaccata (probabilmente dai pirati Orioniani, visto che nel casting sono stati richiesti 5 orioniani come antagonisti). La nave viene invasa dai pirati Orioniani, ma salvata all'ultimo momento dal provvidenziale intervento della Intrepid.

### Machinations
Data Stellare: 60113.1
Questo corto di 8 minuti viene menzionato nell'enciclopedia di Intrepid.

### Out of the Darkness
Data Stellare: 60701.5
Quando una nuova ondata di coloni arriva nel sistema Chiron, l'Intrepid deve affrontare un attacco dei pirati Orioniani.

### Unneccesary Evils
Data Stellare: 60701.5
Questo episodio sembra svolgersi durante lo stesso periodo di Out of the Darkness.

### The Conviction of Demons
Data Stellare: 61275.3
La descrizione di questo episodio nell'enciclopedia di Intrepid lo fa apparire molto più che un diretto sequel a Heavy Lies the Crown:
Mentre il Servizio Mercantile si prepara a un'alzata in piedi finale per difendere la colonia, la Intrepid dà disperatamente la caccia all'unico uomo che potrebbe custodire la chiave in grado di scongiurare un disastro

### Bit Patterns
Data Stellare: Sconosciuta
Come sequel per Heavy Lies the Crown, Bit Patterns è menzionato nell'enciclopedia di Intrepid così:
Chiron IV fu originalmente scoperto da una coppia di sonde, la cui fine è sconosciuta. Quando alcuni rottami vengono portati alla luce sulla superficie, si scopre che provengono da una delle due sonde, ma nessuna traccia dell'altra. Questo conduce alla possibilità che la seconda sonda sia ancora nel sistema e, essendo un pezzo di storia, l'Intrepid parte alla sua ricerca. Tuttavia, come gli eventi dimostrano, ciò che è successo alla sonda non è stato affatto benigno, e l'Intrepid si sta dirigendo verso il pericolo.

## Cast e Personale Tecnico
- David Beukes - David ha composto la colonna sonora di Heavy Lies The Crown.
- Alan Christison - Alan interpreta il Comandante Navar, un funzionario dei servizi segreti dell'Intrepid.
- Lucie Cook - Oltre a interpretare il tenente Caed, Lucie fa parte del team del make-up.
- Nick Cook - Nick ha scritto la sceneggiatura, interpreta il comandante Daniel Hunter e ha lavorato sui costumi e su molti props.
- Mike Cugley - Mike fa parte del team degli effetti visivi e interpreta Rick Garren nella serie.
- Gordon Dickson - Gordon interpreta il tenente comandante Joseph Garren e ha assistito alla costruzione del set.
- Dylan Feeney - Dylan ha composto la musica della sigla.
- Steve Hammond - Oltre a dirigere il montaggio e ad aiutare con gli effetti visivi, Steve interpreta il capitano Merik.
- Jeff Hayes - Jeff ha creato la grafica e i banner presentati nel loro sito web.
- Steve Pasqua - Steve interpreta il tenente Cole e ha fatto qualche ripresa.
- David Reid - Oltre a interpretare S'Ceris, David ha costruito il set e il make-up
- Alan Score - Alan interpreta il commodoro Prentice.
- Shire Smith - Shire interpreta il capitano Talath.

## Astronavi
Star Trek: Intrepid segue le vicende di due vascelli, l'Intrepid della Flotta Stellare, e la Ariadne del Servizio Mercantile.

### USS Intrepid (NCC-74600)
L'intrepid è stata il prototipo della classe Intrepid. Questa nave è stata lanciata dal cantiere navale di Utopia Planitia il 12 novembre 2370. Essa può sostenere la velocità di curvatura 9.984 per 12 ore, o curvatura 9.992 per venti minuti. Possiede un buon numero di navette, tra cui la Reyga e la Nazca (navette di tipo 9), Dathon (navetta di tipo 11), Ballard e Forest (navette di tipo 16) e l'aeronavetta Gabriel Bell. La placca commemorativa della Intrepid ha una citazione di Arthur C. Clarke, "L'unico modo per scoprire i limiti del possibile è andare più in là, nell'impossibile".

### SS Ariadne (NAR-11402)
La seconda nave di cui Star Trek: Intrepid segue le vicende è la SS Ariadne, la quale (diversamente dalla canonica Intrepid) ha un design originale pescato da Ships of the Starfleet (volume 2).
La Ariadne è una nave della Flotta Stellare che ritirata dal servizio, è di classe Akyazi e ora opera sotto il controllo del Servizio Mercantile.
Essa è comandata dal capitano Merik, e nel 2382 è stata assegnata alla colonia nel sistema Chiron in uno sforzo congiunto tra la Flotta Stellare e il Servizio Mercantile per colonizzare Chiron IV. L'ufficiale scientifico è il dott. Richard Garren, e il capo ingegnere è Gita Nagaraj.
La Ariadne è dotata di phaser ma probabilmente non di siluri quantici o siluri fotonici o altri armamenti di cui sono dotate le altre navi della Flotta Stellare.

### Il Convoglio Coloniale di Chiron
Il convoglio è formato da un certo numero di navi, molte delle quali sono piuttosto vecchie. Svariate risalgono a periodi antecedenti all'era di Star Trek, tra le quali alcune montate con lo scafo sferico della classe Daedalus dell'era di Star Trek - The Next Generation. Nel convoglio c'è anche una vecchia nave scientifica di classe Oberth. L'Ariadne e l'Intrepid sono state assegnate a questo convoglio
Come il suo nome potrebbe suggerire, lo scopo del Convoglio Coloniale di Chirun era quello di colonizzare il pianeta Chiron IV, ai confini dello spazio della Federazione dei Pianeti Uniti. Comunque, il convoglio ha avuto qualche problema con la razza aliena conosciuta come Surai nel tentativo.

## Capitano Talath
Il capitano della Intrepid, un andoriano di nome Talath, non è stato mostrato né in video né in foto. Lo staff di Intrepid ha menzionato il fatto dicendo "C'è una ragione per questo, e verrà chiarita al momento opportuno".
In Heavy Lies The Crown, il capitano Talath è stato ucciso nella scena di apertura per ordine del comandante Hunter, per prevenire la distruzione dell'insediamento coloniale e l'uccisione dei coloni.

## I Surai
I Surai sono una specie non umanoide (da notare il fatto che la maggior parte delle specie aliene in Star Trek è composta da umanoidi o quasi umanodi) nativa del settore Charybdis, e appare come la principale antagonista in Intrepid. Usano una tecnologia di tipo organico, incluse le bionavi. Nel trailer si sono viste le navi Surai, anche se non si è ancora visto alcuno dei Surai, i quali non appariranno in Heavy Lies The Crown ma in un cortometraggio successivo.
Le loro navi da esplorazione appaiono più piccole delle astronavi di classe Intrepid, e sono lunghe circa 100-200 metri. Usano armamenti basati su impulsi azzurri di energia, simili in apparenza dai phaser a impulso usati dalla USS Defiant. I produttori hanno dichiarato che i Surai sono simili ai Melkotiani della Serie Classica, forse anche xenofobici e protettivi nei confronti del settore Charybdis.

## Il Settore Charybdis
Il Settore Charybdis è lontano dal disco principale della galassia nel piano verticale, significando che ci sono veramente poche stelle. Inoltre, il Settore Charybdis non è stato esplorato a causa del fatto che l'esplorazione della Flotta Stellare si estende nel piano orizzontale relativo della galassia.